# U-221号潜艇
U-221号（德語：U 221）是纳粹德国战争海军建造的568艘VII-C型潜艇（或称U艇）之一。它由基尔的日耳曼尼亚船厂承建，于1942年3月14日下水，至5月9日交付使用。第二次世界大战期间，该艇曾执行过五次巡逻作战，共击沉21艘、击伤1艘同盟国或中立国舰船，累积总吨位为77,545吨。1943年9月27日，U-221号在爱尔兰岛西南的北大西洋遭一架英国哈利法克斯轟炸機以深水炸弹击沉，艇内50名官兵全数阵亡。

## 设计
VII-C型是VII级潜艇的第三次、也是最有价值的改进型。它搭载了被称为“S装置”的新式主动声呐系统，为了容纳这种新设备，VII-C型的艇体尺寸有所增加，并重新设计了压载水舱，在其两侧各增加了一个可提供储备浮力的小型浮舱，有利于潜艇完成快速下潜。U-221号的全长为67.10米，舷宽6.20米、并有4.74米的吃水深度，水上和水下排水量分别为769吨和871吨。该艇采用双轴设计，具有两副直径为1.23米的三叶螺旋桨。在机械系统方面，VII-C型艇也得到了升级：通过艇上配备的燃油过滤系统，柴油机润滑系统的使用受命得以延长，也为不同润滑剂在艇上机械设备上混合使用留足了余地。原先前型艇用于发射鱼雷和主压载舱吹除操作的电动空气压缩机则改为容克斯的柴动压缩机，从而减小了对艇上电气系统的依赖；此外，该型艇还装配了更为现代化的电力转换系统。动力由两台日耳曼尼亚生产的F46型六缸四冲程1,400匹公制馬力（1,000千瓦特）机械增压柴油机用于水面运行，以及两台AEG提供的GU 460/8-276型375匹公制馬力（280千瓦特）双作用电动发电机用于水下航行；水面最高航速17.7節（32.8每小時），水下7.6節（14.1每小時）；能够在水面以10節（19每小時）航速续航8,500海里（15,700），或以4節（7.4每小時）连续在水下航行80海里（150）而无需充电。
武器装备方面，U-221号装备有五具内置式鱼雷发射管——艇艏四具、艇艉一具。其艇艉的鱼雷发射管设计在耐压壳体内部、两片舵之间，鱼雷可以由此向外发射。在轮机舱甲板下方还配备了用于艇艉的鱼雷装填系统，耐压壳体与甲板室之间一前一后还设计有外置鱼雷贮存装置，因此U-221号可携带14枚G7型鱼雷。但不同于其它批次的C型艇，该艇不设水雷贮存及布设装置。此外，它还搭载有一门配备220发弹药的88毫米35式速射炮以及一门配备1,195发弹药20毫米30式高射炮作为甲板炮。其标准船员编制为4名军官及40－56名水兵。

## 历史
1940年8月15日，海军造舰局将U-221号的建造合同发包予基尔的日耳曼尼亚船厂，并自1941年6月16日开始铺设龙骨，建造序列为651。经过近九个月的建造，它于1942年3月14日下水，至5月9日在前U-3号艇长、海军中尉汉斯-哈特维希·特罗耶尔的指挥下交付使用。完成海试后，该艇加入驻基尔的第5潜艇区舰队，先是在波罗的海进行战备训练，进而于1942年9月作为前线艇移驻德占法国圣纳泽尔的第7潜艇区舰队，直至1943年9月27日沉没。与当时大多数德国U艇一样，它在瞭望塔上漆有其主保城市克拉根福的纹章作为艇徽。
第二次世界大战期间，U-221号曾执行过五次巡逻和十二次狼群作战，共击沉21艘、击伤1艘同盟国或中立国舰船，累积总吨位为77,545吨。

### 第一次巡逻
完成战备训练后，特罗耶尔率领U-221号于1942年9月1日从基尔启航执行首次巡逻。在穿越北海并在克里斯蒂安桑补充燃料后，该艇前往纽芬兰岛以东的北大西洋游弋。此次任务期间，它曾分别加入“箭矢”（9月12—22日）、“闪电”（9月22—26日）、“老虎”（9月26—30日）和“沃坦”（10月5—18日）狼群，并在后一项行动中击沉15艘舰船。友艇U-116号曾于10月3日为其补给60立方米燃料，次日又再提供可满足14天的补给。10月13日05:56，盟军SC-104号护航队中挪威货船法格斯滕号（Fagersten）被特罗耶尔发射的一枚鱼雷击中烟囱尾部，10分钟后在贝尔岛海峡以东约500海里（930）处的冰冷巨浪中沉没。06:22分06:23，U-221号在同一海域再向SC-104船队的两艘船分别发射了一枚鱼雷，并观察到第一艘船在20分钟后沉没，第二艘船起火并遭遗弃。07:10，AJ-9154号网格再次遭到袭击，特罗耶尔声称击中一艘船的艉部并沉没，但并未得到盟军的证实。被击中的前一艘是英国货轮阿什沃思号（Ashworth），挪威货船森塔号（Senta）随即也被击中，但由于天气恶劣，难以看清实际情况，两艘船似乎在救援舰船到达之前就已全部沉没。
10月14日凌晨00:04、00:12和00:13，U-221号在圣约翰斯东北海域继续向SC-104号护航队发射鱼雷。特罗耶尔声称观察到第一艘船断成两截并在10分钟后沉没，第二艘船则开始侧倾，第三艘船也传出了沉没的巨响。然而，事实上只有美国货轮苏珊娜号（Susana）在这波攻击被一枚鱼雷击中右舷5号货舱前部。船艉迅速下沉，导致其在六分钟内沉没。凌晨00:32，U-221号发动第四轮攻击，英国捕鲸母船南方皇后号（Southern Empress）被击中，至03:21再遭“致命一击”，连同其搭载的9艘机械化登陆艇（LCM）和1艘坦克登陆艇（LCT）一起沉入海底。经过为期五十天、水面7,588.6海里（14,054.1）和水下422.7海里（782.8）的航行，U-221号于10月22日抵达圣纳泽尔。

### 第二次巡逻
在第二次巡逻中，U-221号在特罗耶尔的指挥下于1942年11月23日离开圣纳泽尔，前往爱尔兰岛以西的北大西洋游弋。从11月29日至12月9日，该艇曾加入“莽汉”狼群，但一无所获，惟12月8日在执行一次护航任务时意外与友艇U-254号相撞。后者随即沉没，包括艇长在内共计41人遇难，仅4人获救。U-221号自身也严重受损，无法下潜。特罗耶尔遂决定终止巡逻返回法国圣纳泽尔，并于12月23日抵达，结束了这次为期三十一天、水面约3,330海里（6,170）和水下430海里（800）的航行。

### 第三次巡逻
1943年2月27日，特罗耶尔率领U-221号从圣纳泽尔出发，前往北大西洋执行第三次巡逻，至3月28日返回。在这次为期三十天、水面3,749海里（6,943）和水下459海里（850）的航行中，该艇曾相继加入“诺伊兰”（3月8—13日）和“催逼者”（3月14—20日）狼群，共取得6计战功。首个受害者是无护航的挪威液货船牙买加号（Jamaica），于3月7日12:27在爱尔兰岛西南部海域被特罗耶尔发射的鱼雷击中，断成两截，并在两分钟内沉没。3月10日21:26，U-221号向HX-228号护航队发动攻势，率先朝领头的英国货轮图库林卡号（Tucurinca）射出一枚鱼雷并取得命中，使对方在法韦尔角东南方向沉没。五分钟后，护航队中的美国自由轮劳顿·B·埃文斯号可能也被该艇的一枚鱼雷哑弹轻微致损，但仍可安全抵达克莱德湾。大约在同一时间，另一艘满载军用装备和炸药的美国自由轮安德烈亚·F·卢肯巴赫号（Andrea F. Luckenbach）的瞭望员在发现潜望镜后立即观察到两枚来自同一艘潜艇的鱼雷击中该船。第一枚击中距船艉柱前方约00英尺（0）的左舷，导致后部弹药舱爆炸。船艉被炸飞，摧毁了后炮平台。第二枚鱼雷则命中受枚鱼雷的正前方，导致卢肯巴赫号在七分钟内沉没。随后，护航舰艇发起反击，于3月11日凌晨合共投掷了六枚深水炸弹，造成严重损坏。U-221号被迫停止行动，逃离后在海上进行紧急维修。
3月18日16:43，U-221号再向HX-229护航队发动袭击，先是以一枚艉部鱼雷命中身处21号阵位、正执行处女航的美国自由轮沃尔特·Q·格雷沙姆号（Walter Q. Gresham）左舷5号货舱。爆炸炸出一个巨大的孔洞，摧毁了扇形艉部炮手的宿营舱，并卷走了螺旋桨。该船于大约一小时后在法韦尔角东南方向从船艉沉没。16:49，特罗耶尔又射出一枚FAT鱼雷和两枚标准鱼雷。FAT鱼雷未能命中任何目标，在航行结束时爆炸，而另外两枚则击中了位处23号阵位的英国货轮加拿大之星号（Canadian Star）。后者左舷轮机舱和5号货舱同时中雷，爆炸导致发动机停止运转，5号舱口被炸飞，两艘船载救生艇遭摧毁。该船迅速从船艏下沉，最终船艉于17:10完全沉没。至3月21日，在北大西洋的一次警报操练中，一位从两周前牙买加号沉没时俘虏的船员跳海身亡，可能是试图逃跑或自杀。

### 第四次巡逻
U-221号在特罗耶尔的指挥下于1943年5月3日离开圣纳泽尔执行第四次巡逻，前往北大西洋和里斯本以西海域游弋。行动期间，该艇曾分别加入“鸫鸟”（5月11—15日）、“奥得河”（5月17—19日）、“摩泽尔河”（5月19—24日）、“防卫”（6月1—16日）和“防卫3号”（6月16—29日）狼群，并击沉1艘挪威油轮。那是5月12日22:28，由于浓雾，从HX-237号护航队中掉队的桑当厄号（Sandanger）在大西洋中部被U-221号发射的三枚鱼雷击中船舯部、泵房和6号贮油舱，并立即起火。其船身随后断成两截，船艉沉没，燃烧的前部则继续漂浮在水面上，直至被击中约90分钟后才完全沉没，惟燃油仍在水面上燃烧了数小时。友艇U-461号曾于5月16日为U-221号补给25立方米燃料、1.5立方米饮用水和五天的给养；U-119号于6月10日又为其提供备用零件和消耗品；两天后则是U-488号再补给23立方米燃料、1.94立方米机油和七天的给养，以确保U-221号完成为期八十天、水面8,089.3海里（14,981.4）和水下1,008.8海里（1,868.3）的超长巡逻，于7月21日返抵圣纳泽尔。

### 第五次巡逻
1943年9月20日，特罗耶尔率领U-221号从圣纳泽尔起航，前往爱尔兰岛西南部的北大西洋执行第五次巡逻，从此再未归航。七天后，即9月27日17:13，该艇在爱尔兰岛西南部海域遭到一架正前往比斯开湾巡逻、隶属英国皇家空军第58中队的哈利法克斯轟炸機低空攻击，被八枚深水炸弹跨射命中，在大致（47°00′N 18°00′W / 47.000°N 18.000°W）的方位从艇艉沉没，艇内50名官兵全数阵亡。飞机同时也被特罗耶尔的高射炮命中，右侧机翼起火，飞行员被迫在约3海里（5.6）外的海面上迫降。两名机枪手在迫降时丧生，其余6名机组人员则幸存下来，并在十一天后被英国驱逐舰马拉塔号救起。

## 袭击历史摘要
| 日期           | 船名                  | 船籍         | 吨位   | 结局 |
| -------------- | --------------------- | ------------ | ------ | ---- |
| 1942年10月13日 | 阿什沃思号            | 英国         | 5,227  | 击沉 |
| 1942年10月13日 | 法格斯滕号            | 挪威         | 2,342  | 击沉 |
| 1942年10月13日 | 森塔号                | 挪威         | 3,785  | 击沉 |
| 1942年10月14日 | 南方皇后号            | 英国         | 12,398 | 击沉 |
| 1942年10月14日 | LCM-508号             | 英國皇家海軍 | 52     | 击沉 |
| 1942年10月14日 | LCM-509号             | 英國皇家海軍 | 52     | 击沉 |
| 1942年10月14日 | LCM-519号             | 英國皇家海軍 | 52     | 击沉 |
| 1942年10月14日 | LCM-522号             | 英國皇家海軍 | 52     | 击沉 |
| 1942年10月14日 | LCM-523号             | 英國皇家海軍 | 52     | 击沉 |
| 1942年10月14日 | LCM-532号             | 英國皇家海軍 | 52     | 击沉 |
| 1942年10月14日 | LCM-537号             | 英國皇家海軍 | 52     | 击沉 |
| 1942年10月14日 | LCM-547号             | 英國皇家海軍 | 52     | 击沉 |
| 1942年10月14日 | LCM-620号             | 英國皇家海軍 | 52     | 击沉 |
| 1942年10月14日 | LCT-2006号            | 英國皇家海軍 | 291    | 击沉 |
| 1942年10月14日 | 苏珊娜号              | 美国         | 5,929  | 击沉 |
| 1943年3月7日   | 牙买加号              | 挪威         | 3,015  | 击沉 |
| 1943年3月10日  | 安德烈亚·F·卢肯巴赫号 | 美国         | 6,565  | 击沉 |
| 1943年3月10日  | 劳顿·B·埃文斯号       | 美国         | 7,197  | 击伤 |
| 1943年3月10日  | 图库林卡号            | 英国         | 5,412  | 击沉 |
| 1943年3月18日  | 加拿大之星号          | 英国         | 8,293  | 击沉 |
| 1943年3月18日  | 沃尔特·Q·格雷沙姆号   | 美国         | 7,191  | 击沉 |
| 1943年3月18日  | 桑当厄号              | 挪威         | 9,432  | 击沉 |

## 脚注
1. ↑  威廉生，第11頁.
2. ↑  加洛普，第74頁.
3. 1 2  Gröner 1991，第43–46頁.
4. ↑  加洛普，第72頁.
5. 1 2 3 4 5  . U-Boot-Archiv.   [2025-08-16].
6. 1 2  Helgason, Guðmundur. . German U-boats of WWII - uboat.net.   [2025-08-16].
7. ↑  Helgason, Guðmundur. . German U-boats of WWII - uboat.net.   [2025-08-16].
8. 1 2  Helgason, Guðmundur. . German U-boats of WWII - uboat.net.   [2025-08-16].
9. ↑  Helgason, Guðmundur. . German U-boats of WWII - uboat.net.   [2025-08-16].
10. ↑  Helgason, Guðmundur. . German U-boats of WWII - uboat.net.   [2025-08-16].
11. ↑  Helgason, Guðmundur. . German U-boats of WWII - uboat.net.   [2025-08-16].
12. ↑  Helgason, Guðmundur. . German U-boats of WWII - uboat.net.   [2025-08-16].
13. ↑  Helgason, Guðmundur. . German U-boats of WWII - uboat.net.   [2025-08-16].
14. ↑  Helgason, Guðmundur. . German U-boats of WWII - uboat.net.   [2025-08-16].
15. ↑  Helgason, Guðmundur. . German U-boats of WWII - uboat.net.   [2025-08-16].
16. ↑  Helgason, Guðmundur. . German U-boats of WWII - uboat.net.   [2025-08-16].
17. ↑  Helgason, Guðmundur. . German U-boats of WWII - uboat.net.   [2025-08-16].
18. ↑  Helgason, Guðmundur. . German U-boats of WWII - uboat.net.   [2025-08-16].
19. ↑  Helgason, Guðmundur. . German U-boats of WWII - uboat.net.   [2025-08-16].
20. 1 2  Helgason, Guðmundur. . German U-boats of WWII - uboat.net.   [2025-08-16].
21. ↑  Helgason, Guðmundur. . German U-boats of WWII - uboat.net.   [2025-08-16].
22. ↑  Helgason, Guðmundur. . German U-boats of WWII - uboat.net.   [2025-08-16].
23. ↑  Helgason, Guðmundur. . German U-boats of WWII - uboat.net.   [2025-08-16].
24. ↑  Helgason, Guðmundur. . German U-boats of WWII - uboat.net.   [2025-08-16].
25. ↑  Blair，第507頁.